# Françoise Brohan
Pour les articles homonymes, voir Brohan.
Françoise Brohan (née Françoise Marie Jeanne Blanche Broussan le 23 avril 1915 à Paris 8e et décédée le 26 décembre 2009 à Nanterre) est une actrice de théâtre française.

## Biographie
Elle est la descendante d'un longue lignée de comédiennes sociétaires et pensionnaires de la Comédie-Française : Suzanne, Augustine et Madeleine Brohan, ainsi que de Jeanne et Madeleine Samary.